# Joso Prćić
Dr Joso Prćić je bio kulturni djelatnik bačkih Hrvata. Radio je kao novinar i novinski urednik. Po struci je bio odvjetnik.
Pisao je za subotički Neven i Subotičku Danicu.
Kad je Austro-Ugarska izgubila rat uslijedile su političke turbulencije u Ugarskoj. Ujedinile su se neke političke stranke, socijaldemokrati su izdali proglas, osnovano je Mađarsko nacionalno vijeće u Subotici, "revolucija jesenjih ruža"). Trebalo je brzo reagirati, jer prigodu za odvajanjem od ugarskog režima je trebalo iskoristiti. U Subotici se na to održalo kod Albe Malagurskog mnoštvo sastanaka. Na jednom su nazočili domaćin Albe Malagurski i Joso Malagurski, Vojislav Stanković, Joso Vojnić Hajduk, Ivan Vojnić Tunić, Stipan Matijević, Jovan Petrović, a među njima i Joso Prćić te ostali. Odlučeno je neka se Subotica s okolicom odvoji od Ugarske.
Kad je nakon rata odlučilo se ponovo pokrenuti list Neven, bio je prvim urednikom subotičkog lista Nevena koji je ponovo izašao 17. studenoga 1918., kao prvi subotički dnevni list na hrvatskom jeziku.
Nešto prije, 5. studenoga 1918. nastojanjem Blaška Rajića, u stanu odvjetnika Vladislava Manojlovića donesena je odluka da se u Subotici osnuje Bunjevačko-srpski narodni odbor. Šime Milodanović je izabran na čelo tog odbora. Sudionici sastanka koji su izabrali Milodanovića bili su Blaško Rajić, braća Vladislav i Jovan Manojlović (domaćini susreta), Petar Bajić, Gavro Čović, Ilija Kujundžić, Albe Malagurski, Radivoj Miladinović, Stipan Matijević, Andrija Mazić, Đurica Ognjanov, Lazar Orčić, Joso Prćić, Marko Protić, Tošo Segedinčev, Vojislav Stanković, Bogdan Svirčević, Joso Vojnić Hajduk, Ivan Vojnić Tunić i dr. Dvije trećine nazočnih bili su Hrvati a trećina Srbi. Prćić je izabran za tajnika. Odbor je održao nekoliko sjednica; na sjednici od 19. studenoga bio je proglašen za člana subotičke gradske uprave za vojnog savjetnika (uprava je za članove uglavnom imala Hrvate). 
Kad je Stipan Vojnić Tunić s mjesta subotičkog podnačelnika otišao na mjesto velikog župana Baje, naslijedio ga je Joso Prćić.
Odbor je raspušten 26. prosinca 1918. odlukom Narodne uprave za Bačku, Banat i Baranju. 
No, uskoro se već uvelike formirana hrvatska narodna svijest sukobila s Janusovim licem nove jugoslavenske vlasti: "osloboditelji" su se pokazali kao velikosrpski hegemonisti koji žele raskomadati hrvatski nacionalni korpus. 
Pitanje nacionalne pripadnosti Bunjevaca i Šokaca pokreću subotički radikali i demokrati, od kojih su mnogi bili prijeratni tvrdokorni pristaše mađarizatorske opcije među bunjevačkim Hrvatima. Koncem 1920. optužili su Bunjevačko-šokačku stranku "da pokušava pohrvatiti Bunjevce i Šokce". Pašićevoj vladi srpskih hegemonista je smetalo to hrvatstvo te je 9. prosinca 1920. silom promijenila vlast. Smijenila je sve hrvatski orijentirane bunjevačke Hrvate:  Vranju Sudarevića (velikog župana i gradonačelnika), Andriju Mazića (policijskog kapetana), Mirka Ivkovića Ivandekića (gradskog nadodvjetnika), školske nadzornike Miju Mandića i Matije Išpanovića te Ivana Vojnića Tunića (direktora gimnazije), a među smijenjenima se našao i dogradonačelnik dr. Josip Prćić.